# Кінг (округ Вопака, Вісконсин)
Кінг (англ. King) — переписна місцевість (CDP) в США, в окрузі Вопака штату Вісконсин. Населення — 1242 особи (2020).

## Географія
Кінг розташований за координатами 44°20′32″ пн. ш. 89°7′29″ зх. д. / 44.34222° пн. ш. 89.12472° зх. д. (44.342086, -89.124850).  За даними Бюро перепису населення США в 2010 році переписна місцевість мала площу 6,02 км², з яких 5,59 км² — суходіл та 0,43 км² — водойми.

## Демографія
Згідно з переписом 2010 року, у переписній місцевості мешкало 1750 осіб у 452 домогосподарствах у складі 306 родин. Густота населення становила 291 особа/км².  Було 507 помешкань (84/км²).
Расовий склад населення:
| - 98,0 % — білих - 0,5 % — корінних американців - 0,5 % — чорних або афроамериканців - 0,2 % — азіатів |

До двох чи більше рас належало 0,3 %. Частка іспаномовних становила 2,0 % від усіх жителів.
За віковим діапазоном населення розподілялося таким чином: 13,0 % — особи молодші 18 років, 45,4 % — особи у віці 18—64 років, 41,6 % — особи у віці 65 років та старші. Медіана віку мешканця становила 59,5 року. На 100 осіб жіночої статі у переписній місцевості припадало 162,0 чоловіків;  на 100 жінок у віці від 18 років та старших — 166,1 чоловіків також старших 18 років.
Середній дохід на одне домашнє господарство  становив 105 343 долари США (медіана — 57 692), а середній дохід на одну сім'ю — 148 730 доларів (медіана — 80 000). Медіана доходів становила 56 250 доларів для чоловіків та 33 309 доларів для жінок. За межею бідності перебувало 19,3 % осіб, у тому числі 72,5 % дітей у віці до 18 років та 7,3 % осіб у віці 65 років та старших.
Цивільне працевлаштоване населення становило 508 осіб. Основні галузі зайнятості: освіта, охорона здоров'я та соціальна допомога — 22,2 %, виробництво — 19,1 %, науковці, спеціалісти, менеджери — 13,6 %, мистецтво, розваги та відпочинок — 13,6 %.